# Medalla Derek de Solla Price
La Medalla Derek de Solla Price'', en anglès Derek de Solla Price Memorial Medal o Derek de Solla Price Award of the journal 'Scientometrics', és un guardó que lliura la Societat Internacional de Cienciometria i Informetria (ISSI, de l'anglès International Society for Scientometrics and Informetrics) i la revista Scientometrics a un investigador en el camp de la bibliometria, informetria, cienciometria, webmetria o la cibermetria. Va ser ideat per Tibor Braun, fundador i director de la revista Scientometrics. El premi porta el nom de Derek John de Solla Price (1922-1983), documentalista científic que va emprar tècniques mètriques per analitzar la comunicació científica.
Va ser atorgat per primera vegada el 1984, el primer guardonat va ser Eugene Garfield. És el primer premi major en aquesta branca de la ciència. Des del 1984 fins al 1989, la seva concessió era anual; no va tornar a celebrar-se fins a 1993. A partir de llavors es lliura cada dos anys en el transcurs dels congressos de la ISSI.

## Premiats
| Any  | País                                             | Noms                                      |
| ---- | ------------------------------------------------ | ----------------------------------------- |
| 1984 | Estats Units d'Amèrica                           | Eugene Garfield                           |
| 1985 | Estats Units d'Amèrica                           | Michael J. Moravcsik                      |
| 1986 | Hongria                                          | Tibor Braun                               |
| 1987 | Rússia · Estats Units d'Amèrica                  | Vassili V. Nalímov Henry Small            |
| 1988 | Estats Units d'Amèrica                           | Francis Narin                             |
| 1989 | Regne Unit · Txecoslovàquia                      | Bertram C. Brookes Jan Vlachý             |
| 1993 | Hongria                                          | András Schubert                           |
| 1995 | Països Baixos · Estats Units d'Amèrica           | Anthony F.J. van Raan Robert King Merton  |
| 1997 | Regne Unit · Regne Unit · Estats Units d'Amèrica | John Irvine Ben Martin Belver C. Griffith |
| 1999 | / ·                                              | Wolfgang Glänzel Henk F. Moed             |
| 2001 | Bèlgica · Bèlgica                                | Ronald Rousseau Leo Egghe                 |
| 2003 | Països Baixos                                    | Loet Leydesdorff                          |
| 2005 | Dinamarca · Estats Units d'Amèrica               | Peter Ingwersen Howard D. White ̝          |
| 2007 | Estats Units d'Amèrica                           | Katherine W. McCain                       |
| 2009 | Hongria · França                                 | Péter Vinkler Michel Zitt                 |
| 2011 | Suècia                                           | Olle Persson                              |
| 2013 | Irlanda                                          | Blaise Cronin                             |
| 2015 | Regne Unit                                       | Mike Thelwall                             |
| 2017 | Israel                                           | Judit Bar-Ilan                            |
| 2019 | Alemanya                                         | Lutz Bornmann                             |
| 2021 | Països Baixos                                    | Ludo Waltman                              |
| 2023 | Estats Units d'Amèrica · Estats Units d'Amèrica  | Richard Klavans Kevin Boyack              |